# Черталківський
Черта́лківський заказник — ландшафтний заказник місцевого значення в Україні. Розташований на території Вознесенського району Миколаївської області, між селами Козубівка та Криворучка.
Площа 159,02 га. Статус присвоєно 2013 року. Перебуває у віданні: Прибужанівська сільська рада.

## Фізико-географічна характеристика
Заповідний об'єкт розташований на правому березі долини річки Чортала, між селами Козубівка та Криворучка. Відповідно до схеми фізико-географічного районування об'єкт розташований у Чичиклійсько-Бузькому районі Південно-Подільської схилово-височинної області. В екомережі виконує роль природного ядра місцевого значення Південно-Бузького меридіонального екологічного коридору. Поряд розташований ландшафтний заказник місцевого значення Черталківський 2.

## Ландшафти
В межах степових відрогів Подільської височини рельєф заказника утворений північно-степовим ландшафтом розчленованих схилів лесової височини з чорноземами звичайними мало гумусними глибокими. Область відзначається своєрідним поєднанням місцевостей: горбистих привододільних, прирічкових яружно-балкових, долинно-схилових, надзаплавно-терасових та заплавних. Абсолютні висоти над рівнем моря: найнижча — 11 м, найвища — 109 м.

## Геологічна будова
Корінні породи залягають глибоко і вкриті значним за товщею відкладами неогену, неоген-антропогену та антропогену. Міоценові відклади неогену представлені сарматським ярусом. Літоологічно цей ярус репрезентують кварцеві різні за розмірами піски з вохристми плямами, листуватими зеленувато-сірими, вохристими, чорними грудкуватими глинами, дрібнозернистими кварцевими пісковиками темно-сірого кольору на вапняковому цементі. Відклади сарматського ярусу розвинуті практично всюди на вододільних плато, на бортах давньої долини Південного Бугу, в межиріччі Південний Буг — Чичиклія. Найбільша їхня потужність сягає 20-30 м, спостерігається на високих позначках вододільних плато, у долинах річок вони практично змиті.
Неоген-антропогенові відклади, що трапляються на вододілах і представлені червоно-бурими глинами з вапняковими конкреціями. На вододілах антропогенові відклади вкривають суцільним чохлом більш давні утворення, залишаються відкритими схили річкових долин, балки та яри. За генезисом то є руслові та заплавні відклади, складені сугликами, супісями і пісками з гравійно-галечниковими лінзами. Їхня потужність може сягати 15-20 м. Сучасні відклади практично всюди у долині річки Чортала, днищах балок. До них належать алювіальні утворення річища та заплави річки, які представлені пісками, супісками, сугликами, мулами та пролювіальмини відкладами днищ балок з домішками дрібного гравію та жорстви.

## Гідрографія
Річка Чортала є правою притокою першого порядку річки Південний Буг, впадаючи в неї в околицях села Прибужани (Вознесенський район). Її довжина становить 48 км. Заказник розташований за 7,6 км вверх за течією від гирла.

## Рослинний світ
За флористичним районуванням дана територія належить до Західноричорноморсько-Рівниннокримського округу Західноприч орноморської підпровінції Причорноморсько-Дінської провінції Паннонсько-Причорноморсько-Прикаспійської області Північнопалеарктичного підцарства.
На території заказника основу флори складають степові елементи: ковила волосиста (Stipa capiIlata), ковила Лессінга (S. lessingiana), ковила шорстка (S.asperella), типчак (Fesiuca valessiaca), бородач звичайний (Botnochloa tshaemum), кипець гребінчастий (Koelena cristata), шавлія поникла (Salvia nemorosa), миколайчики польові (Eryngium campestre), шандра рання (Marrubium ргаесох), астрагал австрійський (Astragalus austriacus), чистець трансильванський (Stachis transsihamca), люцерна румунська (Medicago готатса), залізняк колючий (Phlomis pungens), чебрець двовидий (Thymus dimorphus) та ін. У більш вологих умовах в нижніх частинах схилів та тальвегах зростають пирій повзучий (Elytrigia repens), тонконіг вузьколистий (Poa angustifolia), рутвиця мала (Thalictrum minus), астрагал еспарцетний (Astragalus onohrischis), деревій благородний (Achillea nobllis), оман британський (Inula britanica), півники солелюбні (Iris halophylla) та ін. Із чагарників представлені карагана кущова (Caragana frutex), шипшини (Rosa) та глоди (Crataegus), а із деревних рослин маслинка вузьколиста (Elaeagnus angustifolia), груша звичайна (Pyrus comums), в'яз низький (Ulmus pumila) та ін. До складу флори входять види, занесені до Червоної книги України: півники понтичні (Iris pontica), горицвіт весняний (Adonis vernalis), астрагал шерстистоквітковий (Astragalus dasyanlhus), ковила волосиста (Stipa capillata), ковила Лессінга (S.lessingiana), ковила шорстка (S.asperella). Півники солелюбні (Iris halophylla), ломиніс цілолистий (Clematis mtegrifolia) та бельвалія сарматська (Bellevaha sarmalica) — рослини регіонального списку охорони, а такі види як астрагал білуватий (Astragalus albidus) та громовик великощетинистий (Onosma macrochaeta) ендемічними.
За геоботанічним районуванням територія належить до Європейсько-Азійської степової області Причорноморської (Понтичної) степової провінції Приазовсько-Чорноморської підпровінції смуги різної равно-типчаково-ковилових степів. На залишках плакора та суміжних ділянках на території заказника збереглися корінні степові фітоценози із домінуванням типчаку (Festuceta valesiacae), ковили волосистої (Stipeta capilatea) та ковили Лесінга (S.lessmgiana). Такі ж місцезростання притаманні і для асоціацій карагани кущової (Caragana frutex), що репрезентує чагарникові степи. До складу згаданих угруповань входять представники степового різнотрав'я: самосил білоповстистий (Teucrium polium), кринітарія волохата (Krinitarta villosa), дивина фіолетова (Verbascum phoeniceum), горицвіт весняний (Adonis vernalis), чебрець двовидний (Thimus dimorphus) та ін. В лучних угрупованнях домінантами виступають пирій повзучий (Elytrigia repens), тонконіг вузьколистий (Poa anguslifolia). На еродованих ділянках трапляються угруповання із домінуванням бородача звичайного (Botnochloa ishaemum). Рослинні угруповання ковили волосистої (Stipeш capillatae) та ковили Лессінга (Stipe la lessmgianae) занесені до Зеленої книги України.

## Тваринний світ
У зоогеографічному відношенні територія заказника розташована в межах Палеарктичного відділу, Європейсько-Сибірської області, Степової зоогеографічної провінції. Фауна безхребетних даної території типова для правобережної степової зони України 3 денних метеликів (Lepidoptera) відмічено 4 види занесених до Червоної книги України, Європейського червоного списку та списків Бернської конвенції: поліксена (Zerynthia potyxena), подалірій (Iphiclides podalirius), махаон (Papilto machaon), сатурнія велика (Saturnia ругі). З ряду Бабки (Odonata) відмічено вид Дозорець-імператор (Апах imperator) — занесений до Червоної книги України. З ряду Прямокрилі (Orthoptera) знайдено вид дибка степова (Saga pedo), що знаходиться під особливою охороною — занесений до Червоної книги України, Європейського червоного списку та до списків Бернської конвенції. Багата по видовому різноманіттю фауна ряду Перетинчастоклилих (Hymcnopicra). З видів, що знаходяться під особливою охороною відмічені сколія-гігант (Scolia maculata), бджола-тесляр звичайна (Xylocopa valga), джміль глинистий (Bombus rgillaceus), джміль яскравий (Bombus pomorum). З представників Плазуни (Reptilia) відмічена для досліджуваної території — ящірка прудка (Lacerta agilis), а також вуж звичайний (Natrix naira) і вуж водяний (JV.tessellata). Земноводні (Amphibia) — жаба озерна (Rana ridibunda). Всі види знаходяться під особливою охороною і занесені до охоронних списків за даними натурних спостережень та літературних джерел близько 100 видів птахів зустрічаються тут на гніздуванні, під час кочівель, перельотів та на зимівлі. З ряду Лелекоподібних (Ciconiformes) на гніздуванні представлені бугай (Botaurus stellaris), бугайчик (fxobryhus minutus), квак (Nycticorax nyclicorax)), епура велика (Egretla alba), чапля сіра (Ardea cinerea), крижень (Anas platyrhynckos), чирянка велика (Anas querquedula). Ряд Зозулеподібні (Cucul iformes) представлений одним видом — зозуля звичайна (Cuculus canorus). Ряд Голубоподібні (Columbiformes) представлені горлицею звичайною (Streptopelia turtur) та припутнем (Columba palumbus).
З ряду Соколоподібні (Falcon iformes) відмічені лунь очеретяний (Circus aervginosus), лунь польовий (Circus cyaneus), канюк звичайний (Buteo buteo), яструб великий (Accipiter gentihs), осоїд (Pemis apivorus), зимняк (Buteo lagopus). Найчисленнішим по видовому різноманіттю є ряд Горобцеподібних (Passeriformes). З видів, занесених до Червоної книги України та Європейського червоного списку відмічені сорокопуд сірий (Lanius excubitor) та лунь польовий (Circus cyaneus), які перебувають в межах заказника взимку. Переважна більшість орнітофауни даної території занесена до охоронних списків Бернської конвенції. Склад фауни ссавців даної території представлений мешканцями степових та біляводних біотопів та еврибіотними видами. Серед видів, які особливо охороняються, відзначені сліпак подільський (Spalax zemnt) та ласка (Mustela nivahs).Сліпак подільський занесений до Червоної книги України, ласка — до списку регіональної охорони Миколаївської області.

## Історико-культурне значення
В середині 18 століття на цій території існувала Єдисанська (Очаківська) орда. Тривале володіння татарами цими землями відображено в тюрськомовному гідронімі Чертала.
В межах заказника на лівому схилі балки Бабино-Вовчої краєзнавцями с. Козубівка у 2009 році встановлено меморіальний знак про увічнення пам'яті жертв Голокосту, які були розстріляні у цій місцевості у 1941 році. Крім того, на прилеглій території непоодиноко трапляються залишки ліній оборони часів Другої світової війни у вигляді стрілецьких окопів.

## Естетична та рекреаційна цінність
Панорама долини річки Чортала, яка відкривається  з плакорів Бабино-Вовсої балки, вражає широтою простору, дає уявлення про масштаби степової зони, приваблює недоторканістю ландшафту. Заказник є важливим екскурсійним, еколого-освітнім об'єктом. Експертами Української природоохоронної групи пропонується розширити територію заказника за рахунок цінної степової ділянки правого берега долини Чортала на площу близько 200 гектарів.